# Plnovous

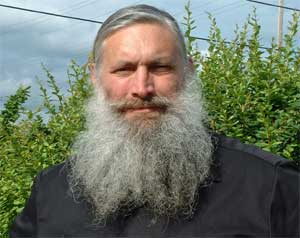
Muž s plnovousem

Plnovous je útvar tvořený vousy nalézající se na spodní části obličeje mužů. Často bývá označován jako symbol mužnosti a v některých kulturách měl (Rusko) či stále mívá (některé východní národy) velký význam. Naopak v západních kulturách současné doby nejsou plnovousy populární.[zdroj⁠?!] Ženy s plnovousem jsou poměrně vzácné, vyskytují se však vzhledem k dysfunkci sekrece pohlavních hormonů.